# Charles de Muyssart
Le comte Charles Emmanuel François de Muyssart, né le 25 décembre 1785 à Lille (Nord) et mort célibataire le 20 avril 1856 dans la même ville, était un administrateur colonial français.

## Biographie
Il est issu d'une vieille dynastie lilloise anoblie par l'office. Son aïeul paternel, le comte François de Muyssart, était grand bailli des états de la Flandre wallonne. Son père Jean-Baptiste Joseph de Muyssart (Lille 1753-idem 1848) fut lui aussi grand bailli des états de la Flandre wallonne puis devint, sous la Seconde Restauration, maire de Lille de 1816 à 1830 et député ultra du Nord de 1823 à 1827. Sa mère Marie Françoise Désirée Hanecart, descend d'une famille de seigneurs puis barons de Briffœil, et de magistrats au Parlement de Flandres.
Il émigre en Angleterre pendant la Révolution française puis rentre en France. Charles de Muyssart entre dans l'administration de la Marine comme élève-commissaire au port de Brest en 1808. Il embarque comme agent comptable sur le lougre Le Granville en 1810 avant de réintégrer son poste à terre jusqu'en 1812. Il sert ensuite comme sous-commissaire de la Marine au port d'Anvers de 1812 à 1814. Après la chute du Premier Empire, il est brièvement affecté au port de Lorient, puis employé au Ministère de la Marine jusqu'en janvier 1816. Il sert ensuite durant deux ans comme chef de service au port de Dunkerque, puis au port du Havre pendant l'année 1818. 
Sa promotion comme commissaire de la Marine de 2e classe en décembre 1818 inaugure le versant colonial de sa carrière. Il est employé en Martinique de décembre 1818 à février 1823. À cette date, il passe commissaire ordonnateur de la Marine à Cayenne. Le 25 mars 1825, Muyssart prend possession par intérim des fonctions de gouverneur, commandant et administrateur de la Guyane française après le départ pour la métropole du titulaire, le capitaine de vaisseau Milius. Il est promu au grade de commissaire de la marine de première classe en mai 1825.
Il transmet le poste de gouverneur par intérim de la Guyane au capitaine de frégate Joseph de Burgues de Missiessy le 26 mars 1826, et succède le 11 avril à Jean Jubelin en qualité de commissaire ordonnateur de la Marine à la Guadeloupe. Il est élevé au rang de commissaire principal de la Marine par ordonnance royale du 16 février 1827. Il exerce les attributions d'ordonnateur de la Guadeloupe jusqu'au 1er juin 1829 puis, à l'issue d'un congé en métropole, du 1er mars 1830 au 31 janvier 1833.
Rentré en métropole en 1833 et placé en position en non-activité, il regagne sa ville natale où il s'adonne aux bonnes œuvres, acquérant ainsi la réputation d'un « bienfaiteur des pauvres ». Ses actions charitables, par son testament il fait une importante donation aux pauvres de Lille et le renom de sa lignée, dont il était le dernier représentant, expliquent que son nom ait été donné à une des rues de la cité lilloise après sa mort.
Charles de Muyssart avait été fait chevalier de la Légion d'honneur en mai 1825 et chevalier de Saint-Louis en octobre 1829.

## Sources
- Dossier de Légion d'honneur de Charles Emmanuel François de Muyssart.